# Музей живої історії

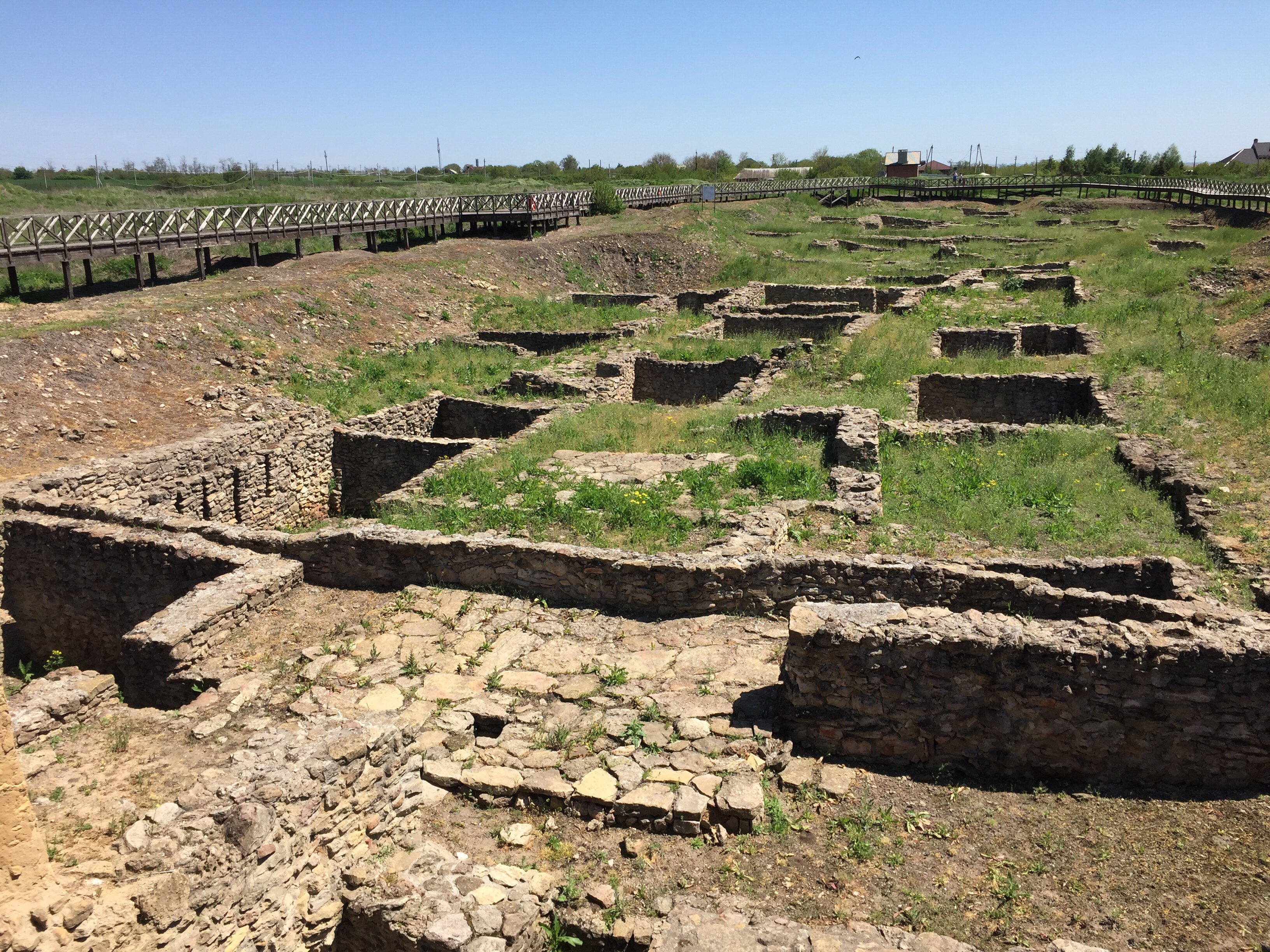
Музей-заповідник «Танаїс», 2017 рік

Музей живої історії — не науковий термін, вживаний для визначення деяких видів музеїв. Відповідає зарубіжному поняттю: археологічний музей просто неба, або музей експериментальної практичної  археології.
Подібні музеї отримали широку популярність в Європі в середині ХХ століття. Тоді ж була створена міжнародна організація археологічних музеїв просто неба і інших об'єктів, що застосовуються в експериментальній археології, — ExArc.

## Основні відмінності
Фундаментальні відмінності музеїв живої історії від усіх інших музеїв:
1. Відтворений об'єкт. Створені наново усі експонати за образом і подобою історичних і археологічних артефактів.
2. Усі експонати можна чіпати руками і приміряти на себе.
3. Фото і відеозйомка дозволяється без обмежень.
4. Деякі музеї, у рамках історичних дослідів, практик і досліджень, надають право мешкати на своїй території. Часто подібні заходи проводяться із задіюванням, частково або повністю усіх експонатів музею. У певних кругах, подібні практики дістали назву практична реконструкція, або програма «занурення».

## Опис
Фактично музей живої історії — це відтворений наново той, або інший об'єкт (чи група об'єктів, будівель і споруд) з максимально археологічною і історичною точністю. При цьому відтворюється не лише архітектура історичного періоду, але і одяг, озброєння, предмети побуту. Найчастіше, в подібних музеях практично відсутні експонати за склом. Усі представлені предмети можна не лише чіпати руками, але і приміряти на себе костюми і обладунки. І усе це є принциповою відмінністю від музеїв в класичному розумінні, в яких історичні (археологічні) експонати забороняється найчастіше не лише чіпати, але і робити фото і відеофіксацію.
Працівники музею живої історії, волонтери або запрошені майстри, відтворюють старовинні ремесла і народні промисли, проводять показові творчі майстер-класи. Крім того, в музеях відтворюють рецепти автентичної кухні і музичні твори. Усе це, разом узяте, створює у відвідувачів музею відчуття повного занурення в історію.
Подібні музеї є відмінним майданчиком для проведення історичних, фольклорних, і етнографічних фестивалів і програм.
Музей живої історії це і новий напрямок у культурному житті, і новий напрям у сфері економіки, оскільки частенько подібні музеї створюються приватними людьми захопленими історичною реконструкцією і самі музеї є похідною від цього хобі.
Деякі класичні музеї, щоб притягнути додаткову до себе увагу, залишивши консерватизм, йдуть на сміливі експерименти і реалізують у себе деякі програми живої історії.

## Ресурси Інтернету
- Сайт ExArc
- Музеї під відкритим небом в Європі
- [Архівовано 23 жовтня 2017 у Wayback Machine.] Центр живой истории и реконструкции «Олешье», Херсон
- Музей живой истории эпохи викингов Бъоркагард